# Toana perangulata
Toana perangulata là một loài bướm đêm trong họ Noctuidae.